# Bernhard Hennen
Bernhard Hennen, né en 1966 à Krefeld en Allemagne, est un écrivain allemand de fantasy.

## Biographie
Bernhard Hennen est un écrivain allemand de fantasy. Plusieurs de ses livres, en particulier sa saga Die Elfen, sont traduits et publiés dans presque toutes les langues européennes principales, sauf en anglais. Il est marié et vit à Krefeld. Hennen est ami avec Wolfgang Hohlbein, autre auteur de fantasy.